# Spongia cerebralis
Spongia cerebralis är en svampdjursart som beskrevs av Thiele 1905. Spongia cerebralis ingår i släktet Spongia och familjen Spongiidae. Inga underarter finns listade i Catalogue of Life.